# Escudo heráldico de los Romeu
El Escudo heráldico de los Romeu es un relieve arquitectónico que se encuentra ubicado en la fachada de un edificio situado en la calle del Salvador 9 de la ciudad de Valencia. Está catalogado como Bien de Interés Cultural por declaración genérica desde junio de 1996.

## Historia
Los historiadores no se ponen de acuerdo en el origen del apellido del cual, en Cataluña se tienen sus primeras referencias en el ano 1150, reinando Ramón Berenguer IV, conde de Barcelona, marido de Petronila; en otra documentación en la que se menciona a un Romeu, al servicio del rey Alfonso II de Aragón, el Casto, que luchó junto con su rey en el sitio de Cuenca (1177), apoyando al rey de Alfonso VIII de Castilla.
En Valencia, los primeros documentos que citan a alguien de apellido Romeu según Gaspar Escolano, fue un tal Gil Jiménez Romeu, caballero que formó parte de las Cortes valencianas de 1329. Se piensa que más tarde se casó con doña María de Moncada y fue el padre de Juan Jiménez Romeu, quien en 1332 fue elegido jurado de Valencia por el brazo de caballeros, y fue señor de Alcácer. Juan Jiménez Romeu se casó con doña Ramona Catalá. Sus herederos fueron señores de Alcácer, de Alfarrasí y barones de Petrés.

## Descripción
El escudo de los Romeu es diferente dependiendo de la rama familiar de la que procede el apellido. Pese a las variantes, las piezas y figuras principales son: águilas de sable, veneras de oro y ramas de romero, cruces de gules, palos de oro y dragones de sinople. Los esmaltes acostumbran a ser de gules y de plata. Los Romeu de Cataluña y Aragón tienen como características particulares: en campo de gules, siete veneras de oro puestas en tres palos, el del centro con tres veneras.
En el sello de Francesc Romeu, que data del año 1389, y se conserva en el Archivo Capitular de Barcelona: En campo de gules, una venera de oro. Otros Romeu catalanes: partido: de plata, con un águila de sable; medio cortado, de gules, con tres estacas de oro encadenadas del mismo metal, y 2º, de oro, con una cruz de gules floreteada; bordura general de gules con ocho sotueres de oro. puesta en abismo. Otros Romeu catalanes: partido: de sinople, tres palos de oro, y de gules, con una banda de oro engolada en dragantes de sinople manchados de oro; bordura general de gules con ocho sotueres de oro. Escudo: de plata, con el águila de sable, y , de gules, con las tres estacas de oro encadenadas del mismo metal. Los Romeu, radicados en Carcaixent (Valencia): Ajedrezado de plata y azur.
El escudo que nos ocupa tiene la imagen del escudo de los Romeu de Cataluña, con Partido: 1º una águila de sable negra en campo de plata, medio cortado de gules con tres estacas de oro encadenadas; 2º en campo de oro una cruz de gules floreteada.

## Emplazamiento
El escudo está emplazado en el dintel de la puerta principal de acceso al palacio del Romeu en la calle Salvador 9 de la ciudad de Valencia. Se trata de una casa palacio de tres alturas: bajo, entresuelo, piso principal y segunda planta. En su fachada destaca la puerta principal que está adintelada y decorada en el centro del dintel superior por el escudo familiar en relieve.